# Niigata (prefectuur)

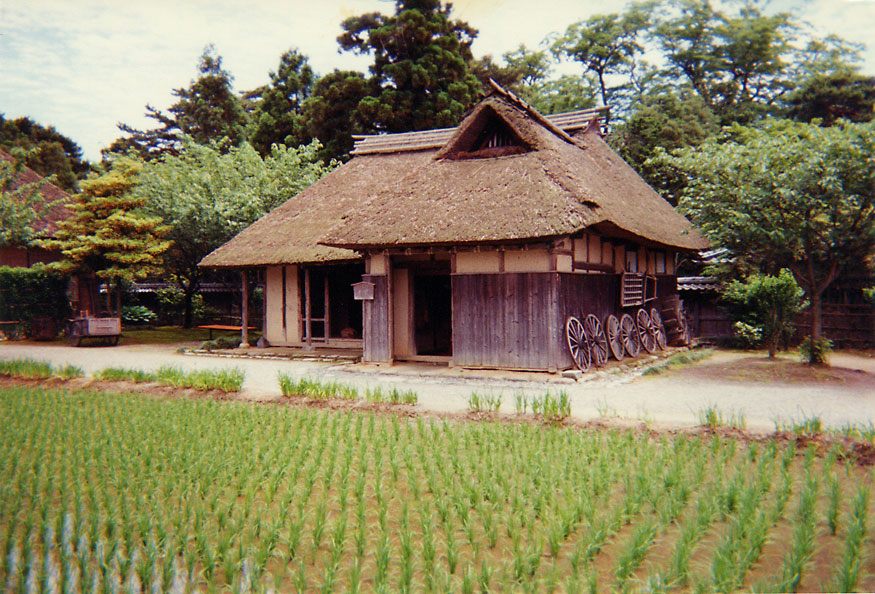
Reconstructie van een 19e-eeuwse boerenwoning en een rijstveld in het Museum van de Noordelijke Cultuur, Niigata

De prefectuur Niigata (Japans: 新潟県, Niigata-ken) is een Japanse prefectuur in de regio Chubu in Honshu. Niigata heeft een oppervlakte van 12583,47 km² en had op 1 maart 2008 een bevolking van ongeveer 2.402.901 inwoners. De hoofdstad is Niigata (stad).

## Geografie
Zij is grotendeels gelegen op het hoofdeiland Honshu en omvat tevens het in de Japanse Zee gelegen eiland Sado.
De administratieve onderverdeling is als volgt :

### Zelfstandige steden (市) shi
Er zijn 20 steden in de Niigata prefectuur.
| - Agano - Gosen - Itoigawa - Joetsu - Kamo - Kashiwazaki - Minamiuonuma | - Mitsuke - Murakami - Myoko - Nagaoka - Niigata (hoofdstad) - Ojiya - Sado | - Sanjō - Shibata - Tainai - Tokamachi - Tsubame - Uonuma |

### Gemeenten (郡 gun)
De gemeenten van Niigata, ingedeeld naar district:
| District       | Gemeenten              |
| -------------- | ---------------------- |
| Higashikanbara | Aga                    |
| Iwafune        | Awashimaura - Sekikawa |
| Kariwa         | Kariwa                 |
| Kitakanbara    | Seiro                  |
| MinamiKanbara  | Tagami                 |
| Minamiuonuma   | Yuzawa                 |
| Nakauonuma     | Tsunan                 |
| Nishikanbara   | Yahiko                 |
| Santo          | Izumozaki              |

### Fusies
(situatie op 9 juli 2010) 
Zie ook: Gemeentelijke herindeling in Japan
- Op 1 april 2008 werden de gemeenten Sanpoku en Arakawa en de dorpen Asahi en Kamihayashi van het District Iwafune aangehecht bij de stad Murakami.
- Op 31 maart 2010 werd de gemeente Kawaguchi van het district Kitauonuma aangehecht bij de stad Nagaoka. Het district Kitauonuma verdween na deze fusie.[1]

## Economie
Ongeveer 70% van de Japanse rijstoogst komt uit Niigata. De prefectuur is de derde producent van sake. Verder is de prefectuur bekend vanwege de koi die er gekweekt en verkocht worden. Het is het grootste koi-handelsgebied van de wereld, met de beste kwaliteit en het grootste aanbod in soorten. Enkele beroemde kwekers zijn: Marudoh, Dainichi, Shinoda, Shintaro, Oofuchi, Hirasawa, Kataoka, Sakazume, Aoki, Kase, Shoji.
Beroemd zijn ook de tulpenvelden in Niigata. Niigata huisvest verder de grootste kerncentrale ter wereld, de Kernenergiecentrale Kashiwazaki-Kariwa. Deze kerncentrale wordt beheerd door de firma TEPCO.